# Molossops mattogrossensis
Molossops mattogrossensis је сисар из реда слепих мишева. 

## Угроженост
Ова врста није угрожена, и наведена је као последња брига јер има широко распрострањење.

## Распрострањење
Врста је присутна у Бразилу, Венецуели, Гвајани и Колумбији.

## Популациони тренд
Популациони тренд је за ову врсту непознат.

## Станиште
Врста Molossops mattogrossensis има станиште на копну.